# Ngũ xú Trung Hoa
Ngũ xú Trung Hoa là 5 người phụ nữ cực kỳ xấu xí của Trung Hoa nhưng có tài năng xuất chúng và phẩm hạnh cao thượng, giúp chồng làm nên sự nghiệp lớn lao trong lịch sử Trung Quốc được sử sách ghi lại.
1. Chung Vô Diệm vợ của vua Tề Tuyên Vương
2. Hoàng Nguyệt Anh vợ của Khổng Minh Gia Cát Lượng
3. Mô Mẫu
4. Mạnh Quang
5. Vợ Hứa Doãn

## Giai thoại về Chung Vô Diệm
Chung Vô Diệm đời Tề Tuyên Vương, là người phụ nữ vô cùng xấu xí, da xanh ngắt, tóc rối, hầu lộ trông như quỷ sứ nhưng rất có tài trị quốc. Khi còn nhỏ, Chung Vô Diệm chỉ thích săn bắn, tập võ, múa gươm. Vua Tề Tuyên Vương khi đó không chú tâm vào chính sự chỉ vui chơi hưởng lạc. Một hôm vua Tề Tuyên Vương mở tiệc chiêu đãi quần thần thì Chung Vô Diệm xin vào yết kiến. Chung Vô Diệm nói với vua Tề, nàng có thuật có thể đoán trước sự việc. Vua Tề hỏi, có thuật gì hãy nói cho trẫm nghe. Chung Vô Diệm liền giương mắt, vỗ gối, khua tay, lắc đầu. Vua Tề không hiểu gì cả bắt Chung Vô Diệm giải thích. Chung Vô Diệm nói, thiếp giương mắt để thay bệ hạ nhìn thấy khắp thiên hạ lửa cháy, thiếp vỗ gối để thay bệ hạ phạt cái tật tin dùng bọn gian thần, thiếp xua tay để thay bệ hạ đuổi bọn xu nịnh. Vua Tề nói quả nhân có điều đó bao giờ và tức giận định lôi ra chém. Chung Vô Diệm không tỏ ra sợ hãi nói với nhà vua, thiếp chết cũng không có gì đáng ngại, chỉ xin được nói rõ trước khi chết. Vua Tề bảo, cho phép nhà ngươi nói, nếu nói sai lập tức bị chém đầu. Chung Vô Diệm lấy lời lẽ phân tích rõ chính sự trong nước, các mối nguy cấp của nước Tề. Vua Tề nghe ra liền giải tán tiệc tùng và triệu nàng về cung lập làm chánh hậu. Cũng từ đó vua Tề rất chú tâm vào việc nước, tin dùng người có tài, xua đuổi bọn xu nịnh. Được sự giúp đỡ của Chung Vô Diệm mà nước Tề sau đó đã trở nên hùng mạnh, trong thời Tề Tuyên vương tại vị, không có nước nào đến xâm phạm. Người sau viết rất nhiều truyện về nàng Chung Vô Diệm để ca ngợi tài năng, đức độ và sự dũng cảm của nàng. Tuy nhiên phần cuối truyện có thay đổi, thêm vào nội dung sau khi Chung Vô Diệm giúp vua trị vì thiên hạ thành công, cuối cùng đã hóa thành người đàn bà đẹp như tiên và coi Chung Vô Diệm là tiên nữ bị đày xuống trần giúp vua.

## Giai thoại về Hoàng Nguyệt Anh
Hoàng Nguyệt Anh là vợ Khổng Minh Gia Cát Lượng thời Tam quốc.
Theo mô tả trong lịch sử thì bà có mái tóc vàng và làn da nâu, còn về dung mạo như thế nào thì không được mô tả lại.
Có sách tả bà dáng người cao,thon thả nhưng mặt đen đúa đầy mụn nhọt trông rất khó coi, sách khác lại tả bà hình dáng thô kệch, thấp bé đen gầy, khuôn mặt đầy rỗ. Tuy thế, bà lại là một người phụ nữ rất dịu dàng và chu đáo. Khổng Minh đại truyện có ghi rõ, thừa tướng Gia Cát sau khi xuất sơn,mọi việc ở nhà đều được Gia Cát phu nhân chu toàn tất cả, vợ chồng kính nhau như khách,chưa bao giờ xảy ra mâu thuẫn hay xung đột gì.Nếu không nhờ có bà làm hậu phương vững chắc phía sau, Khổng Minh tiên sinh chưa chắc đã có thể toàn tâm phò trợ cho Lưu Bị. Thế mới biết câu "tề gia trị quốc bình thiên hạ" là một thứ tự có cơ sở... Người đàn ông phải làm cho yên ổn chuyện gia thất mới có thể ra ngoài trị nước cứu đời.. Và Hoàng Nguyệt Anh đã làm thay cho Gia Cát Lượng nhiệm vụ "tề gia" để ông chuyên tâm giúp đỡ Lưu Bị... Ta có thể thấy, vị trí và vai trò không nhỏ của Hoàng Nguyệt Anh đối với bản thân cũng như sự nghiệp của Gia cát Lượng.
Ý kiến thứ hai thì lại cho rằng Hoàng Nguyệt Anh là một người phụ nữ có nhan sắc mĩ miều, xinh đẹp tuyệt trần nhưng lại cố ý đeo mặt nạ xấu xí để tìm được "người anh hùng thật sự" của mình. Khổng Minh nghe tiếng Hoàng Nguyệt Anh tài giỏi phi thường, đã bất chấp mọi tin đồn không hay về nhan sắc của bà và đến cầu hôn. Hoàng Nguyệt Anh đã thử thách trí tuệ, tài năng (qua trận pháp vườn đào) lẫn đức độ của Gia Cát Lượng trước khi chấp nhận cuộc hôn nhân này... Để rồi sau đó, bà âm thầm lui về sau làm hậu phương ủng hộ và giúp đỡ cho chồng. Có người cho rằng sau đó bà vẫn mang mặt nạ (mạng che mặt) khi ra ngoài. Điều đó chứng tỏ rằng bà không phải là người trọng hư danh, không vì chút sĩ diện,danh dự mà làm ảnh hưởng đến cuộc sống gia đình, gây nên nhiều xáo trộn không cần thiết. Một người phụ nữ có địa vị,có nhan sắc và có tài năng như bà lại chấp nhận rút lui, làm cái bóng phía sau chồng, phẩm chất này chỉ có ở những người phụ nữ dịu dàng,nhân hậu... Hoàng Nguyệt Anh quả thật là người vợ vĩ đại mà Khổng Minh tiên sinh đã may mắn tìm thấy được.
Những truyền thuyết,dã sử chung quanh người phụ nữ tài năng này rất nhiều, và hiện tại cũng đang trong tình trạng "chín người mười ý".Thế nhưng tóm tắt sơ lược lại thì có 2 luồng ý kiến cơ bản nhất. Mọi người đếu đồng ý rằng, Hoàng Nguyệt Anh là một người phụ nữ có tài hoa xuất chúng, thông thiên văn,tường địa lý, bát quái ngũ hành,kì môn độn giáp, ngay cả binh pháp (thứ chỉ dành cho đấng mày râu) bà cũng rất am hiểu. Gia Cát tiên sinh tinh thông binh pháp, ít nhiều phải kể đến công lao của bà.Trong một vài tư liệu cũng có ghi, các phát minh "mộc ngưu lưu mã", "nỏ liên châu","Khổng Minh đăng" và bánh bao của Khổng Minh cũng đều có sự tham gia giúp đỡ của Hoàng Nguyệt Anh. Và cũng ít ai biết rằng,Long Trung sách của Gia Cát Lượng cũng dựa trên sự gợi ý ít nhiều của bà. Nói chung,Hoàng Nguyệt Anh là một hậu phương vững chắc và trợ thủ đắc lực của Gia Cát Lượng, góp phần không nhỏ vào các thành công của ông sau này.
Theo Hàn Lộ công ti, đồng sản xuất bộ phim điện ảnh "Gia Cát Lượng và Hoàng Nguyệt Anh" giới thiệu, Gia Cát Lượng phe phẩy quạt lông, phong lưu lỗi lạc, diệu kế liên tiếp xuất ra có thể nói là không ai không biết, nhưng nguồn gốc chiếc quạt lông đó từ đâu mà ra thì chưa chắc mọi người đều biết.
Gia Cát Lượng trong lần đầu tới cầu hôn, cô gái xấu xí tóc vàng da đen đã tặng chàng một cái quạt lông và hỏi: "Gia Cát tiên sinh, có biết tại sao tôi lại tặng ngài quạt lông không?" Gia Cát Lượng nói: "Là lễ nhẹ mà nghĩa tình thì nặng phải chăng?" A sửu cô nương nói: "Còn ý nghĩa thứ hai?" Gia Cát Lượng suy nghĩ mà không thể giải đáp. A sửu nói tiếp: "Gia Cát tiên sinh, tiên sinh vừa cùng gia phụ đàm luận thiên hạ đại sự, tâm mang đại kế, khí vũ hiên ngang, say mê hứng thú. Nhưng mà, tôi phát hiện ngài nói tới Tào Tháo Tôn Quyền thì chân mày hiện rõ ưu tư. Tôi tặng ngài chiếc quạt này là để ngài che mặt lúc đó" Chính là A sửu cô nương thông minh hiểu chuyện, biết đại trượng phu khi làm việc tập trung khí lực, không thể để tình cảm xao động, càng không thể để người ta phát hiện, nếu không đại sự tất không thành
.Đó cũng chính là lý do sau khi Gia Cát Lượng cưới Hoàng Nguyệt Anh về rồi quạt lông vẫn không rời tay...

## Giai thoại về Mô Mẫu
Người xấu nhất trong lịch sử cổ đại Trung Quốc là Mô Mẫu, vô cùng xấu xí, được ví như quỷ Dạ Xoa. Nhưng bà lại có trí tuệ, đối xử với mọi người rất hiền đức. Do đó, Hoàng Đế đã lấy bà làm vợ.
Trong "Tứ tử giảng đức luận", Hán Vương Tử Uyên có nói: "Mô mẫu người lùn, dù hiền lành nhưng vẫn không giấu nổi (bộ mặt) xấu. Tuy vậy đức hạnh của Mô Mẫu được phụ nữ đương thời ca ngợi".
Trong "Cửu chương, tích vãng nhật", Khuất Nguyên đã đánh giá Mô Mẫu rất cao. Trí tuệ của Mô Mẫu cũng không tầm thường vì thế Hoàng Đế đã cưới bà làm vợ. Truyền thuyết nói, Hoàng đế đánh bại Viêm Đế, giết Xi Vưu, đều có công của Mô Mẫu giúp đỡ bên trong.

## Giai thoại về Mạnh Quang
"Cử án tề mi" là câu chuyện kể về vợ Lương Hồng thời Đông Hán là Mạnh Quang. Sau khi lấy Lương Hồng, Mạnh Quang rất tôn trọng chồng. Bà là người rất xấu xí, vừa béo vừa đen, khỏe đến mức có thể bê được cối đá. Lương Hồng là người rất có danh tiếng. Trước khi lấy vợ, rất nhiều nhà danh giá muốn gả con gái cho ông nhưng ông đều không đồng ý.
Sau ngày cưới, Mạnh Quang bỏ khăn che mặt, mặc quần áo hàng ngày để làm việc nhà. Sau đó, nàng cùng chồng lên núi ở, chồng cày cấy, vợ dệt vải, ngày ngày ngâm thơ đàn hát, sống cuộc sống thanh bần mà hạnh phúc.

## Giai thoại về vợ Hứa Doãn
Hứa Doãn lấy con gái của Nguyễn Đức Uy làm vợ. Dưới ánh nến trong đêm, thấy con gái họ Nguyễn xấu xí, chàng vội chạy ra khỏi phòng, từ đó không dám vào nữa. Sau đó Hoàn Phạm là bạn của Hữa Doãn đến thăm, nói với ông rằng "Nhà họ Nguyễn gả con gái họ cho anh là có lý do, anh thử hỏi xem". Hứa Doãn nghe lời Hoàn Phạm, cuối cùng đã chịu vào phòng. Nhưng vừa nhìn thấy dung mạo xấu xí của vợ, Hữa Doãn lại chạy ra ngoài, Nguyễn Thị giữ chồng lại. Hứa Doãn vừa giật tay áo vừa hỏi "Trong tứ đức thì nàng có mấy đức?" Nguyễn Thị trả lời "Thiếp chỉ thiếu đức dung. Người quân tử có 100 đức, chàng có được bao nhiêu đức?" Doãn Hứa trả lời: "Ta có đủ 100 đức". Nguyễn Thị nói "Trong một trăm đức, chữ đức đứng đầu. Chàng ham sắc mà khinh tài, vậy có thể coi là đủ một trăm đức không?" Hứa Doãn không nói được gì. Từ đó về sau chàng yêu mến và quý trọng vợ.